# Pius Moosbrugger

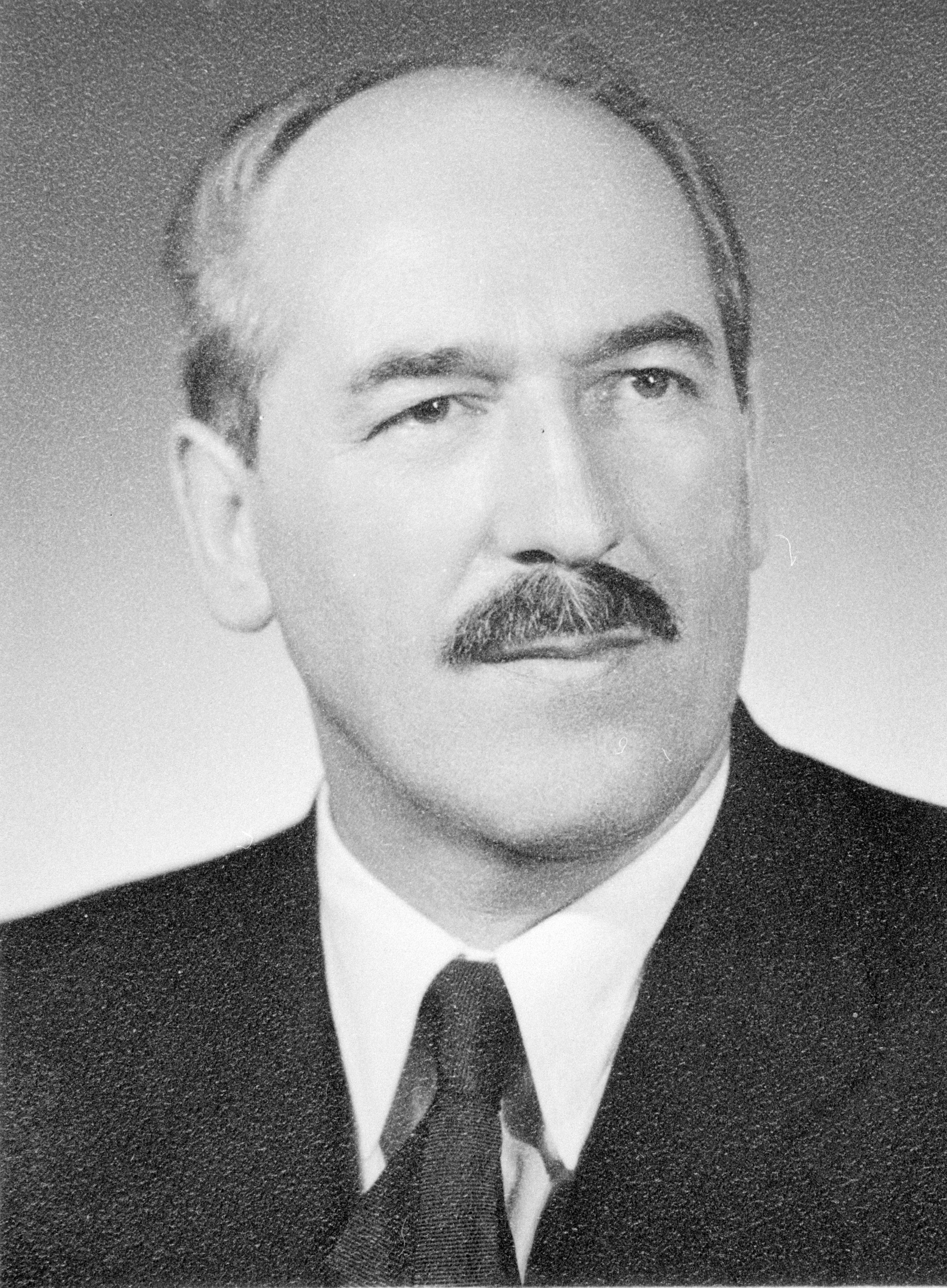
Pius Moosbrugger

Pius Moosbrugger (* 25. Oktober 1897 in Nüziders; † 3. April 1978 in Rankweil) war ein österreichischer Politiker (SPÖ) und ÖBB-Bediensteter. Er war von 1954 bis 1964 Abgeordneter zum Vorarlberger Landtag sowie dessen 2. Landtagsvizepräsident.

## Ausbildung und Beruf
Moosbrugger absolvierte fünf Jahre die Volksschule in Nüziders und danach drei Jahre die Bürgerschule in Bludenz. Er wechselte danach für drei Jahre an die gewerblich Fortbildungsschule in Dornbirn und absolvierte im Anschluss zwischen 1911 und 1914 eine Lehre als Maschinenschlosser bei den Rüsch-Werken in Dornbirn. Nach seiner Lehrzeit arbeitete er von 1914 bis ins Frühjahr 1915 für die Zeppelin Motorenbau in Friedrichshafen. Ab 1915 diente er schließlich im Ersten Weltkrieg als Pilot bei der Luftwaffe, wobei er zahlreiche Kriegsauszeichnungen bekam.
Nach dem Kriegsdienst war Moosbrugger zwischen 1919 und 1925 als Turbinenmonteur wieder bei den Rüsch-Werken in Dornbirn beschäftigt, danach trat er in den Dienst der Bundesbahnen. Ab 1929 war er bei den ÖBB Lokomotivführer, 1962 ging er in Pension.

## Politik
Moosbrugger trat 1919 der Sozialdemokratischen Arbeiterpartei bei und gehörte zu den Mitbegründer der Ortsgruppe Nüziders, deren Obmann er von 1926 bis 1934 war. Er vertrat seine Partei zwischen 1929 und 1934 im Gemeinderat von Nüziders, wandte sich jedoch nach dem Anschluss Österreichs der NSDAP zu, beantragte am 23. März 1939 die Aufnahme in die Partei und wurde zum 1. Januar 1940 aufgenommen (Mitgliedsnummer 7.886.156). Des Weiteren war er in dieser Zeit Mitglied und Schulungsleiter des Nationalsozialistischen Fliegerkorps (NSFK) sowie Kameradschaftsführer des NS-Kriegerbundes.
Nach dem Ende des Zweiten Weltkriegs war Moosbrugger wieder bei der Sozialdemokratischen Partei aktiv, wobei er zwischen 1945 und 1951 erneut als Obmannstellvertreter bzw. Obmann der SPÖ Nüziders fungierte. Er war innerparteilich zudem als Mitglied des Bezirksausschusses der SPÖ Bludenz aktiv, war ab 1954 Mitglied der Landesparteileitung der SPÖ Vorarlberg sowie Mitglied des Landesparteivorstandes der SPÖ Vorarlberg. In Nüziders vertrat er seine Partei von 1945 bis 1960 erneut in der Gemeindevertretung, wobei er zwischen 1950 und 1960 Mitglied des Gemeinderates war.
Moosbrugger war zudem Vorstandsmitglied des Vorarlberger Gemeindeverbandes, Mitglied des Kuratoriums des Landeswohnbaufonds, Mitglied des Kuratoriums des bäuerlichen Siedlungsfonds und Mitbegründer des Franz-Michael-Felder-Vereins.
Er vertrat die SPÖ vom 29. Oktober 1954 bis zum 28. Oktober 1964 im Vorarlberger Landtag und hatte während dieser Zeit das Amt des 2. Landtagsvizepräsidenten inne.

## Privates
Moosbrugger wurde als Sohn des Landwirtepaars Jakob und Maria Moosbrugger geboren. Er heiratete am 8. März 1927 die Hebamme Johanna Schnetzer und wurde Vater von vier Töchtern und einem Sohn, die zwischen 1927 und 1947 geboren wurden. Seine Frau verstarb 1992.

## Auszeichnungen
- Goldene Tapferkeitsmedaille
- Große und Kleine Silberne Tapferkeitsmedaille
- Bronzene Tapferkeitsmedaille
- Preußische Silberne Tapferkeitsmedaille
- Viktor-Adler-Plakette (1965)
- Silbernes Ehrenzeichen des Landes Vorarlberg (1973)
- Ehrenmitglied des Franz-Michael-Felder-Vereins
- Ehrenobmann der SPÖ-Ortsgruppe Nüziders

## Werke
- Erinnerung an die große Bauernrevolte in Bludenz vor 52 Jahren. In: Bludenzer Geschichtsblätter, 1995, Nr. 21/22, S. 152–156
- Die Führung von Gemeindechroniken. In: Österreichische Bürgermeister-Zeitung, Jg. 20, Okt. 1967, S. 1–2
- Als Militärflugzeugführer im Weltkriege. In: Feierabend, Wochenbeilage zum Vorarlberger Tagblatt, Jg. 18, 1936, Folge 17, S. 163–166